# 행크 그린버그
헨리 벤저민 ("행크") 그린버그(Henry Benjamin ("Hank") Greenberg, 1911년 1월 1일 ~ 1986년 9월 4일)는 대공황과 제2차 세계 대전의 세월에 경력이 놓였던 미국의 프로 야구 선수로 "해머링 행크"(Hammering Hank)라는 별명이 붙었다.
디트로이트 타이거스를 위한 주요 1루수였던 그린버그는 자신의 세대의 으뜸의 강타자들 중의 하나였다. 1938년 그는 58개의 홈런을 쳐 1932년부터 지미 폭스의 오른손 잡이 기록을 동등히 하였다. 오른손 잡이 선수들을 위한 기록은 1989년 마크 맥과이어와 새미 소사가 깰 때까지 58개에 남아있었다. 그는 5회의 올스타, 2회의 아메리칸 리그 MVP였으며, 1956년 미국 야구 명예의 전당에 선출되었다.
제2차 세계 대전과 부러진 손목으로 인하여 4개의 주요한 시즌들을 놓침에 불구하고, 그린버그는 아직도 4개의 제전들에 40개 혹은 그 이상을 포함한 331개의 홈런을 쳤다. 1937년 그의 183개의 타점은 아직도 핵 윌슨(191)과 루 게리그(184)의 뒤로 밀려 3번째로 제일 높은 하나의 시즌 총계로서 보유되고 있다. 그는 또한 2개의 다른 위치들에서 MVP 상을 수상하는 데 처음이자 마지막 선수였다.
그린버그는 미국 프로 스포츠에서 첫 유대인 대명성들 중의 하나였다. 그는 타이거스가 페넌트 경주의 중간에 있었어도 자신이 속죄의 날에 야구하는 것을 거부할 때 1934년 국내적 주의를 얻었다.
1938년 아돌프 히틀러가 유대인들을 올림픽에서 활약하는 것을 거부한 지 2년 후와 독일에서 크리스탈의 밤이 일어나기 2달 전에 그린버그는 베이브 루스의 홈런 기록을 깨는 데 경쟁하였다. 그의 야구 경력은 또한 1941년 미국 육군으로 징병되는 데 첫 스타 선수가 되었을 때 세계 정치들과 함께 모아졌다.
1991년 국제 유대인 스포츠 명예의 전당에 헌액되었다.

## 어린 시절
그린버그는 뉴욕에서 성공적인 의류 수축장 비지니스를 소유한 루마니아 출신의 유대인 가정에게 태어났다. 그의 부친은 미국에서 만나 뉴욕에서 결혼하였다. 그는 4세 연상의 형 벤저민과 5세 연하의 동생 조지프, 그리고 2세 연상의 누나 릴리언이 있었다. 행크가 6세 때무렵 그의 부친의 비지니스는 브롱크스의 크로토나 파크 구역으로 가족을 옮기는 데 충분히 자라났다. 크로토나 파크가 우세하게 유대인 거주 구역이었던 이래 그린버그는 반유대주의에 관하여 몰랐다.
그린버그는 젊은이로서 공동 작용이 부족하였고, 편평족이 빠르게 달리는 것으로부터 그를 방해하였다. 그러나 그는 자신의 부적당을 정복하는 데 부지런히 일하였다. 그의 오히려 좋아하는 스포츠는 야구였고, 그가 좋아하던 위치는 1루였다. 그는 고등학교에서 뛰어난 농구 선수였으며, 1929년 제임스 먼로 고등학교가 시립 선수권을 우승하는 도움을 주었다.
고등학교 졸업 후, 그는 레드뱅크 타우너스(뉴저지주)와 후에 브루클린 베이파크웨이스와 함께 준프로 야구를 활약하였다. 그에 흥미를 가지게 되는 데 메이저 리그 스카우트들을 위하여 오래 끌지 않았다. 그는 처음에 뉴욕 양키스의 스카우트에 의하여 접근되었으나 그린버그는 루 게리그의 예비 1루수로서의 아이디어를 즐기지 않았다. 대신, 그는 1929년
9월 9천 달러를 위하여 디트로이트 타이거스와 함께 계약을 맺었고, 그들의 첫 1루수가 되는 더 낳은 기회를 가지는 느낌이 들었다. 처리의 일부는 그가 뉴욕 대학교에서 수학하는 것이었다. 단 하나의 학기 후에 그는 야구에 전임으로 집중하는 데 중퇴하였다.

## 마이너 리그 경력
1930년 타이거스와 하나의 경기를 활약한 후, 그린버그는 이스턴 리그의 하트퍼드(17개의 경기에서 .214)와 피드먼트 리그의 롤리(19개와 홈런과 .314)를 위하여 활약하는 데 한해의 나머지를 보냈다.
1931년 그는 III 리그의 에번스빌(.318, 15개의 홈런, 85개의 타점)을 위하여 활약하였다. 1932년 그는 자신이 강타자로서 자신의 영예를 시작한 텍사스 리그의 보먼트를 위하여 활약하면서 팀을 텍사스 리그의 타이틀로 이끄는 동안에 39개의 홈런을 치고 리그의 MVP 상을 수상하였다. 그는 또한 .290을 타구하기도 하였다.

## 초기 메이저 리그 경력
1933년 그린버그가 타이거스에 입단할 때 감독 버키 해리스는 자신이 미끄러운 수비지만 가볍게 치는 1루수 해리 데이비스를 좋아하는 이유로 그린버그를 거부하였다. 해리스는 비참한 결과들과 함께 그린버그를 3루에 놓았다. 상황과 불행하던 그린버그는 타이거스의 소유자 프랭크 내빈에게 갔다. 내빈은 그린버그가 왼손 잡이 투수들을 상대로, 그리고 데이비스가 오른손 잡이 투수들을 상대로 타구할 타협을 풀었다. 그린버그는 117개의 경기들에서 활약하여 .301을 타구하고 12개의 홈런을 쳤다.

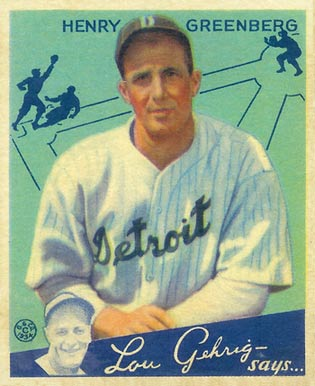
가우디 야구 카드에 나온 그린버그 (1934년)

1934년 해리스는 가고 미크 코크런이 감독으로서 차지하였다. 그린버그와 코크레인은 즉시 잘 어울려 지냈다. 코크레인은 해리 데이비스를 팔면서 그린버그에 자신의 신임을 보였다. 그린버그는 .339의 형균, 139개의 타점, 63개의 2루타와 26개의 홈런과 함께 1909년 이래 자신들의 첫 페넌트로 팀을 이끌면서 그 신임을 보답하였다.
그들은 1934년의 월드 시리즈에서 세인트루이스 카디널스를 상대로 경기를 가졌고 7개의 경기 시리즈에서 그들에게 패하였다. 그린버그는 시리즈에서 .321을 타구하였으나 9번이나 스트라이크아웃 되었다.
1934년의 타이거스는 4명의 선수들 - 구스 고슬린, 미키 코크레인, 찰리 게링거와 그린버그를 명예의 전당으로 보내려고 하였다. "죽음의 부대"로 알려진 타이거스의 내야수는 462개의 득점에서 흠인되었고, 팀으로서 타이거스는 총 150개의 득점들 안에서 오는 단 하나의 팀과 함께 958개의 득점들을 매겼다. 수집적으로 그린버그, 2루수 찰리 게링거, 유격수 빌리 로젤과 3루수 마브 오언은 48개의 홈런과 462개의 타점과 함께 .327을 타구하는 데 결합되었다. 96에서 타구한 오언을 제외한 내야수의 모든 선수들은 100개의 득점에서 주자들을 흠인시켰다.
그 일은 또한 그린버그가 종교적 궁지를 향하던 1934년 시즌 동안이기도 하였다. 9월 10일은 유대교 신년제였고, 4개의 명성에서 4개의 경기들에 의하여 리그를 이끈 타이거스는
보스턴 레드삭스를 상대로 경기를 가지고 있었다. 팬들과 랍비들은 필드에 자신의 성취들에 의하여 우승하면서 비유대 미국인들 중에 유대인들 위하여 우승 수락을 이긴 그린버그가 한 제일에 활약하느냐에 토론하였다. 그는 신년제에 활약하고 2 대 1로 우승한 경기에서 2개의 홈런을 치고, 10일 후에 그는 시나고그에서 속죄의 날을 보냈으며 타이거스는 패하였다.

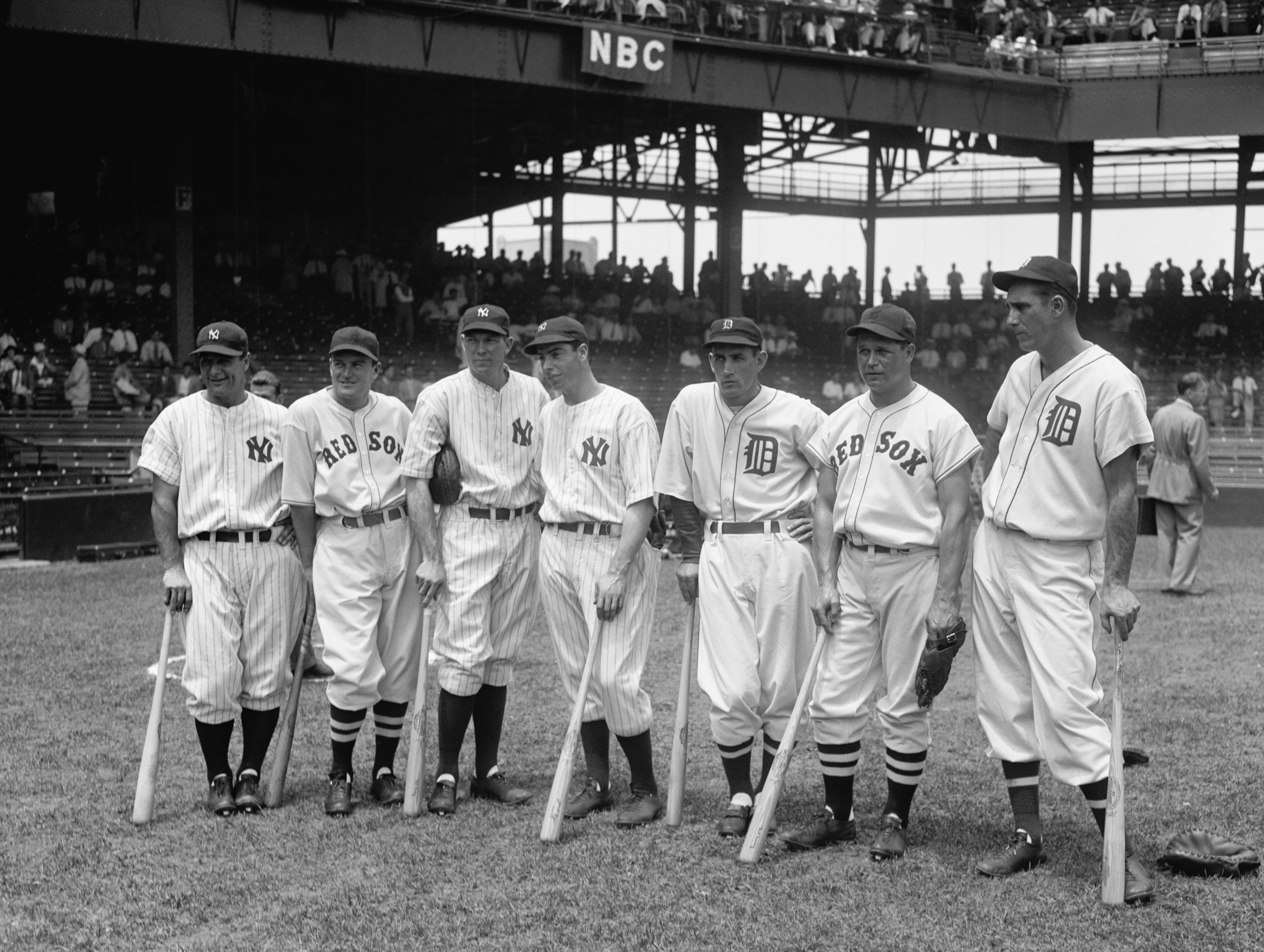
1937년 아메리칸 리그 올스타 선수들 (오른쪽이 그린버그)

1935년 그린버그는 36개의 홈런(아메리칸 리그 타이틀을 위하여 지미 폭스와 동점)을 쳐 시카고 컵스를 상대로 월드 시리즈로 돌아는 데 도움을 주었다. 그는 그 시즌에 아메리칸 리그에서 MVP로 임명되었다. 그는 또한 올스타 브레이크에서 103개 타점의 기록을 세우기도 하였으나 아메리칸 리그 올스타 경기 명단에 선발되지 않았다.
메이저 리그에서 자신의 첫 3년에 자신의 2번째 월드 시리즈에서 그린버그는 위대를 위하여 정해진 것으로 보였다. 하지만 시리즈의 2번째 경기에서 그는 본루에서 자신의 손목을 부러뜨리고 말았다. 그는 시리즈에서 지속적으로 뛸 수 없었으나 타이거스는 아직도 컵스로부터 시리즈를 우승하는 데 다루었다. 그것은 5개의 시도들에서 타이거스를 위한 첫 월드 시리즈 타이틀이었다.
1936년으로 들어가는 12개의 경기들에 그린버그는 첫 12개의 경기들에서 16개의 타점들을 가졌으나 자신이 워싱턴 세너터스의 외야수 제이크 파월과 충돌할 때 똑같은 손목이 부러지고 말았다. 많은이들은 그가 시즌의 나머지를 벤치에 앉으면서 행크의 야구 경력이 끝난 것같이 느껴졌다.
1937년 그린버그는 200개의 안타, 40개의 홈런(조 디마지오의 46개의 뒤로 2위)과 루 게릭에 의하여 보유된 아메리칸 리그 기록의 하나가 부족한 183개의 타점과 함께 .337을타구하면서 심사를 끝냈다. 그린버그는 또한 올스타 팀으로 투표되었고, 9월 19일 양키 스타디움에서 중견수의 외야석으로 처음이자 마지막 홈런을 쳤다.
1938년 동안에 그린버그는 60개의 베이브 루스의 홈런 기록의 수행에 있었다. 자신의 추격이 있는 동안에 그는 11번이나 하나의 경기에서 다수의 홈런(아직도 보유된 기록)을 가졌다. 시즌에서 5개의 경기들이 남으면서 그린버그는 58개의 홈런을 가졌다. 그는 또 하나를 치는 데 실패하였다. 그는 또한 매긴 득점 (144)과 하나의 홈런에 타수 (9.6)에서 리그를 이끌었고, 4구에 의한 출루 (119)에서 아메리칸 리그 지도를 위하여 동점을 매겨 타점 (146), 장타율 (.683)과 총루 (380)에서 2위를 하였다. 그는 MVP를 위한 투표에서 3위를 하였다.
1939년 그린버그는 연속적으로 3번째 해를 위하여 올스타 팀으로 선발되었다. 리그에서 그는 홈런 (33)에서 2위, 2루타 (42)와 장타율 (.622)에서 아메리칸 리그 3위를 하였다.
1940년 외야수로 옮긴 후, 그린버그는 연속적으로 4번째 해를 위하여 올스타 팀으로 뽑혔다. 그는 홈런 (41개와 함께 6년에 3번째), 타점 (150), 2루타 (50), 총루 (384)와 .670의 장타율에서 리그를 이끌었다. 그는 .340을 타구하는 동안에 매긴 득점 (129)과 출루율 (.433)에서 테드 윌리엄스에 밀려 리그에서 2위를 하였다. 그는 타이거스를 페넌트로 이끌고 두번째 아메리칸 리그 MVP 상을 수상하여 2개의 다른 위치들에서 MVP 상을 수상하는 데 처음이자 마지막 선수가 되었다.

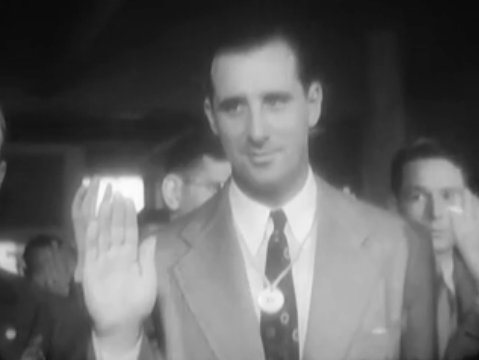
육군 징집에서 선서하는 그린버그

## 제2차 세계 대전 복무
당시 미혼 남자였던 그린버그는 군사 복무에 들어가는 데 첫 메이저 리그 선수들 중의 하나였으며 1941년 시즌으로 19개의 경기들에 들어갔다. 30세의 나이로 미국 육군에서 1년간의 징병을 위하여 입대하였고, 미국 의회가 28세 혹은 이상의 남자들을 복무로부터 내보낸 후 그해의 12월 5일에 명예 제대를 얻었다. 2일 후, 일본군이 진주만에 폭탄 투하를 하자 그린버그는 육군 항공대를 위하여 다시 입대하였다. 그는 사관 후보 학교로부터 졸업하고 중위로서 임관되었다. 그는 결국적으로 제2차 세계 대전의 중국 - 버마 - 인도 장면에서 해외 복무를 하였다.
1945년 시즌의 절반을 통하여 그린버그는 대위 계급과 함께 제대하였다. 그린버그는 4년과 절반을 위하여 방망이를 어렵게 스윙하였다.

## 야구로 복귀
그린버그는 1945년 7월에 타이거스의 배치로 돌아왔다. 그는 자신의 첫 경기에서 홈런을 쳤다. 타이거스는 시즌의 말기로 내려온 세너터스와 함께 단단한 페넌트 경주에 있었다. 시즌의 마지막 날에 그의 그랜드 슬램은 타이거스를 위하여 페넌트를 우승하였다. 시카고 컵스에 우승을 거둔 월드 시리즈에서 그는 2개의 홈런을 더 치고 7개의 득점들에서 타구하였다.
그는 1946년 4번째로 홈런 (44)과 타점 (127) 둘다에서 아메리칸 리그를 이끌었으나 시즌 동안에 타이거스와 함께 샐러리 논쟁이 일어났다. 그린버그가 적게 경기를 활약하는 것보다 은퇴하기를 결정할 때 타이거스는 그의 계약을 내셔널 리그의 최악의 팀 피츠버그 파이리츠로 팔았다. 은퇴하지 않도록 그를 설득시키는 데 파이리츠는 그린버그를 한 시즌에 10만 달러 이상을 버는 데 첫 야구 선수로 만들었다.

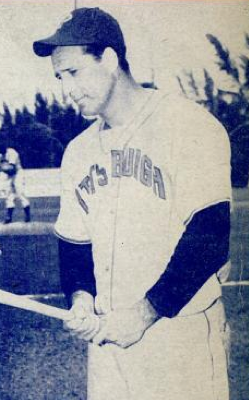
피츠버그 파이리츠 활약 시절

불펜은 포브스 필드의 왼쪽 필드의 벽의 앞에 지어졌고, 팬들은 째빨리 "그린버그 가든스"라고 이름을 지었다. 1947년 자신이 실망스러운 .249를 쳤어도 그는 25개의 홈런을 기여하였다. 자신이 리그에서 홈런 8위 만을 하였어도 그는 양 리그에서 하나의 시즌에 25개 혹은 이상의 홈런을 친 첫 메이저 리그 선수가 되었다.
그는 또한 타구 강사와 자신의 부하이자 친구 젊은 랠프 카이너에 조언자를 지내기도 하였다. 훗날의 명예의 전당 헌액자 카이너는 1946년부터 1952년까지 홈런에서 내셔널 리그를 이끌었다.
그린버그의 전성기에 부상들이 시작되었고 그는 1947년 시즌의 말기에 은퇴하였다. 9년과 절반을 위한 그의 경력 총계는 인상적이었다 - 1394개의 경기, 1628개의 안타, 1276개의 타점, .313의 일생 타구 평균, 331개의 홈런, 1051개의 매긴 득점, 379개의 2루타와 굉장한 .605의 장타율. 베이브 루스, 테드 윌리엄스, 루 게릭과 지미 폭스 만이 사상 장타율에서 그를 앞섰다.
그린버그가 베이브 루스와 나눈 드물게 언급된 기록은 4개의 다른 시즌들에서 96개 혹은 이상의 장타들이었다 - 1934년에 96개, 1935년에 98개, 1937년에 103개와 1940년에 99개. 루스는 4개의 다른 시즌들에서 96개 혹은 이상의 장타들을 가지는 데 단 하나의 다른 선수이다. 게릭은 2번, 디마지오는 1번, 지미 폭스는 1번, 그리고 로저스 혼스비는 2번이나 장타들을 가졌다. 테드 윌리엄스, 윌리 메이스와 행크 에런 같은 강타자들은 아무 시즌에 96개 혹은 이상의 장타들을 전혀 가지지 않았다.
1956년 그는 메이저 리그 베이스볼 명예의 전당으로 헌액되었다. 1983년 타이거스는 그의 등번호 5를 영구 결번시켰다.

## 코치와 소유자
1948년 클리블랜드 인디언스의 소유자 빌 비크는 그린버그를 제2군 리그 합동 운영제의 지도자로 기용하였다. 그는 1950년 총지배인이 되었고, 1954년 양키스의 페넌트들의 일렬을 탈선시킨 팀을 지었다. 비크가 자신의 이익을 팔 때 그린버그는 1957년까지 총지배인과 일부의 소유자로서 남아있었다. 인디언스에서 축적을 매입하지 못하던 그는 일부의 소유자와 1959년 페넌트를 우승한 팀의 부회장으로서 시카고 화이트삭스로 옮겼다.
1961년 아메리칸 리그는 팀을 로스앤젤레스에 놓는 데 계획들을 공고하였다. 그린버그는 즉시 새로운 팀의 첫 소유자가 되는 데 후보가 되었고, 자신의 파트너로서 그에게 가입하는 데 비크를 설득시켰다. 하지만, 로스앤젤레스 다저스의 소유자 월터 오맬리는 이 개발들의 말을 얻고 그는 남가주에서 메이저 리그 팀을 운영하는 데 자신의 독점적인 권리들을 호소하면서 전체의 처리를 중지하는 데 위협하였다. 그린버그는 태도를 바꾸려 하지 않았고, 캘리포니아 에인절스가 되는 것을 위하여 운영의 밖으로 나왔다.
야구의 행정인으로서 자신의 재직 기간 동안에 그린버그는 부분적으로 선수의 연금 계획의 창조를 위하여 책임적이었고 소유자의 65%와 선수들의 35%의 근거에 월드 시리즈와 올스타 경기 수취들의 갈라짐을 결성하였다. 그는 또한 커트 플러드를 대신하여 메이저 리그 베이스볼에 플러드의 반신임 소송에 증인하기도 하였다. 플러드의 소송은 성공적이지 못하였다. 빌 비크는 후에 자신이 그린버그가 좋은 야구 커미셔너를 만드려고 한 것같다고 말하였다.
그는 1963년 야구에서 은퇴하였고, 후에 1960년대의 황소 시장에서 백만달러를 만든 성공적인 투자 은행원이 되었다.
그린버그는 캘리포니아주 비벌리힐스에서 퇴직 생활을 하였다. 거기서 그는 스타 아마추어 테니스 선수가 되어 많은 타이틀을 우승하였다.
그린버그는 비벌리힐스에 있는 저택에서 암으로 사망하여 컬버 시티에 있는 힐사이드 기념 공원 묘지에 안치되었다.

## 영예

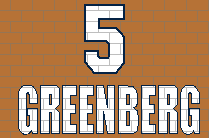
디트로이트 타이거스에 의하여 영구 결번된 그린버그의 등번호 5번

2000년 애비바 켐프너의 수상작 〈행크 그린버그의 일생과 시간〉은 1930년대와 1940년대부터 기록의 피트 길이와 함께 데뷔하였고, 그린버그와 많은 그의 타이거스 동료 선수들과 인터뷰를 하였다.
2006년 그린버그는 미국의 우표에 나왔다. 우표는 4명의 명예를 얻은 야구 강타자들의 한벌 중의 하나이고, 다른 선수들은 미키 맨틀, 멜 오트와 로이 캄파넬라이다.
미시간주 유대인 스포츠 재단은 1990년 이래 행크 그린버그 기념 골프와 테니스 초청 대회를 개최하였다. 2008년의 진행들과 함께 재단은 카머노스 암 연구소로 일생의 모금들에서 1백만 달러를 앞서는 데 희망하였다.
2008년 행크 그린버그에 기념이 뉴욕주 쿠퍼스타운에 있는 미국 야구 명예의 전당과 박물관에서 열린 메이저 리그에서 그의 신인 선수 시즌의 75주년을 이루었다. 이벤트는 2004년의 여름에 전당에서 이틀의 "야구에서 미국 유대인들의 축제"를 특별히 창조한 기구인 매사추세츠주 뉴턴에 있는 유대인 메이저 리그 선수 법인 단체의 출석이었다.